# ماتكيف
ماتكيف (بالأوكرانية: Матків)‏، (بالبولندية: Matków)‏ هي قرية في منطقة ستري، مقاطعة لفيف، في جنوب غرب أوكرانيا، يبلغ عدد سكان القرية حوالي 1500 نسمة، 70٪ منهم من البولنديين.